# Præfektur
Et præfektur (af latin: praefectura) er en præfekts embede. I en række lande benyttes betegnelsen præfektur om en bestemt type administrativt geografisk område:
- Grækenland er inddelt i 51 præfekturer (νομοί nomoí).
- Japan er inddelt i 47 præfekturer.
- Romerriget var inddelt i fire præfekturer under Tetrarkiet (293-313).
- Tchad var inddelt i 14 præfekturer fra 1960 til 1999.
- I Frankrig kaldes hovedstaden eller hovedkvarteret i et departement eller en region for préfecture.
- Et præfektur i Folkerepublikken Kina er navn på en gruppe administrative enheder på sekundært niveau, hvor provinser er første niveau og forskellige typer amt er tredje niveau.

| Forvaltning | Spire Denne artikel om forvaltning er en spire som bør udbygges. Du er velkommen til at hjælpe Wikipedia ved at udvide den. |